# Soós András (zeneszerző)
Soós András (Budapest, 1954. október 3. –) zeneszerző, karnagy, karmester.

## Élete és pályafutása
A Bartók Béla Zeneművészeti Szakközépiskolát végezte el, majd 1977-ben a Liszt Ferenc Zeneművészeti Egyetemen diplomázott. 2002-ben szerezte meg a DLA-fokozatot. Zeneiskolai tanrként kezdett dolgozni, majd a Budapesti Énekes Iskola művészeti vezetője lett. 1992-től Liszt Ferenc Zeneművészeti Egyetem oktatója.
1976-tól a Schola Hungarica gregorián Kórus szólistája és tagja. 1980–1982 között a Budapesti Vonós Zenekar karmestere volt. 1980–1990 között a 180-as Csoport kortárszenei együttes alapító tagja zeneszerzőként és karmesterként. 1992-ben megalapította a Kortárs ZeneMűhely elnevezésű csoportot.
Zeneszerzőként 1980 óta szereplője a hazai kortárs-zenei életnek, művei elhangzottak Budapesten és vidéki városokban. Rendszeresen turnézott külföldön, művei Ausztriában, Németországban, Svájcban, Franciaországban, Olaszországban hangversenyeken, fesztiválokon hangzottak el, illetve rádiófelvételre kerültek.
1997-ben a Magyar Zeneszerzők Egyesülete elnökségének tagjává választották.

## Megjelent művei
- Concordantia Psalmorum, Magnus Kiadó, Budapest, 1999. 128 p. ISBN 9638278560

## Díjai, elismerései
- Zeneművészeti Díj (Soros Alapítvány, 1999)[7][8]